# Sara Seager
Sara Seager (Toronto, 1971. július 21. – ) amerikai–kanadai csillagász és planetológus.

## Életrajz
Magyarul megjelent művei
- A világegyetem legapróbb fényei. Életem a Földön kívül és a Földön; ford. Sóskuthy György; HVG Könyvek, Budapest, 2020